# Felix Louis Bardez
Félix Louis Bardez (ur. 1891, zm. 1925) – francuski urzędnik kolonialny.
Pełnił funkcję rezydenta Republiki w kambodżańskiej prowincji Prey Veng. Piastując to stanowisko poczynił szereg obserwacji dotyczących niskiej ściągalności podatków w Kambodży. Zawarł je w przesłanym do metropolii raporcie, zaczął również wcielać w życie wynikające z nich wnioski. Spowodowało to znaczne zwiększenie przychodów z zarządzanej przezeń jednostki administracyjnej. Zwróciło również uwagę jego przełożonych - Bardeza przeniesiono na znaczące stanowisko rezydenta Kompong Chhnang. Wsławił się na nim bezwzględnym ściąganiem należnych obciążeń. 18 kwietnia 1925 osobiście stał na czele patrolu przybyłego w tym celu do wsi Krang Laav, rozkazał zakuć w kajdany tych jej mieszkańców, którzy odmówili uregulowania płatności. Spowodowało to gwałtowną reakcję wieśniaków, którzy zabili Bardeza i dwóch towarzyszących mu Francuzów.
Wydarzenia w Krang Laav wywołały żywą reakcję Francuzów. Wymogli oni na królu Sisowacie zmianę nazwy wioski na Direchan (Bestialstwo). Proces sprawców śmierci urzędników był obszernie opisywany przez prasę francuską, przy czym starała się ona nie eksponować politycznego charakteru sprawy przedstawiając ją jako incydent o podłożu rabunkowym.